# Rovte (Radovljica, Slovenija)
Rovte je naselje u slovenskoj Općini Radovljici. Rovte se nalazi u pokrajini Gorenjskoj i statističkoj regiji Gorenjskoj. 

## Stanovništvo
Prema popisu stanovništva iz 2002. godine naselje je imalo 58 stanovnika.